# Münster-Sarmsheim
Münster-Sarmsheim é um município da Alemanha localizado no distrito de Mainz-Bingen, estado da Renânia-Palatinado.
Pertence ao Verbandsgemeinde de Rhein-Nahe.